# Cahit Arf

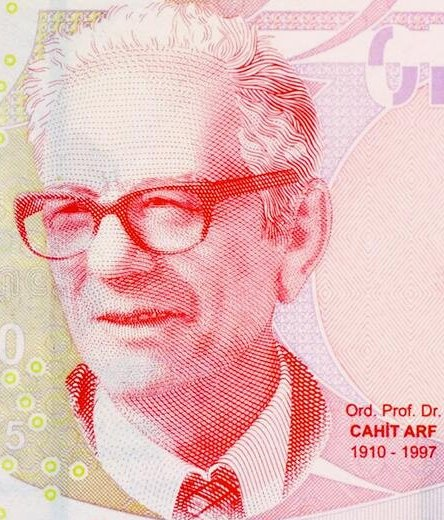
Cahit Arf auf der 10-Lira-Banknote

Cahit Arf (* 11. Oktober 1910 in Selânik, Osmanisches Reich; † 26. Dezember 1997 in Istanbul, Türkei) war ein türkischer Mathematiker. Er ist bekannt für die Arf-Invariante einer Quadratischen Form (Knotentheorie, Topologie), das Hasse-Arf-Theorem (Verzweigung) und die Arf-Ringe (Ringtheorie).

## Leben

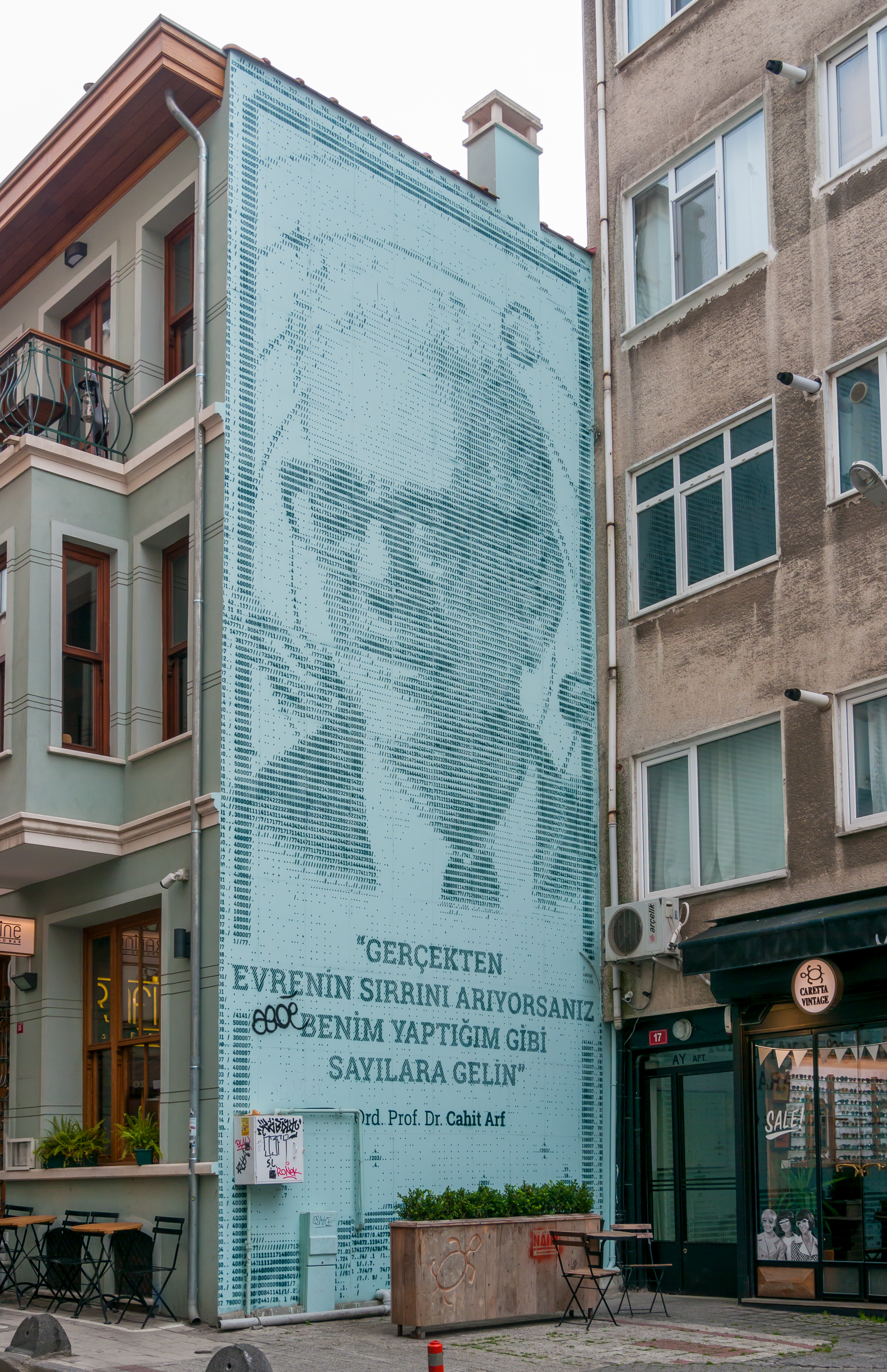
Wandmalerei zu Ehren Arf in Istanbul

Cahit Arf wurde am 11. Oktober 1910 in Selânik, Osmanischen Reich geboren. Nach dem Ausbruch des Balkankriegs 1912 siedelte seine Familie nach Istanbul über. Die Familie ließ sich schließlich in Izmir nieder, wo Cahit Arf seine Grundschulausbildung absolvierte. Mit Hilfe eines staatlichen Stipendiums setzte er seine Ausbildung an der École normale supérieure in Paris fort.
Zurück in der Türkei, unterrichtete er Mathematik am Galatasaray-Gymnasium. 1933 begann er ein Mathematikstudium an der Universität Istanbul, 1937 ging er an die Universität Göttingen, wo er den Doktorgrad erwarb und mit Helmut Hasse arbeitete.
Anschließend arbeitete er an der Universität Istanbul. 1962 beauftragte ihn Präsident Cemal Gürsel mit der Gründung des türkischen Wissenschafts- und Forschungsrates (TÜBİTAK). 1963 war er am Robert College in Istanbul tätig. Von 1964 bis 1966 arbeitete er am Institute for Advanced Study in Princeton. Er lehrte auch ein Jahr lang an der University of California, Berkeley.
Nach seiner Rückkehr in die Türkei leitete er das Mathematik-Institut der Technischen Universität des Nahen Ostens und setzte seine Forschungen dort bis zu seinem Ruhestand 1980 fort.
Arf war ein Mitglied der Akademie der Wissenschaften und der Literatur und der Türkischen Akademie der Wissenschaften. Von 1985 bis 1989 war er Präsident der Türkischen Mathematischen Gesellschaft. Er starb am 26. Dezember 1997 mit 87 Jahren in Bebek, Istanbul. Seine gesammelten Arbeiten wurden 1988 von der Türkischen Mathematischen Gesellschaft herausgegeben.
Arf hatte großen Einfluss auf die Entwicklung der Mathematik in der Türkei. Er unterstützte und förderte fast alle heute in der Türkei tätigen Mathematiker. Cahit Arf gilt neben Selman Akbulut als der bedeutendste türkische Mathematiker des 20. Jahrhunderts.

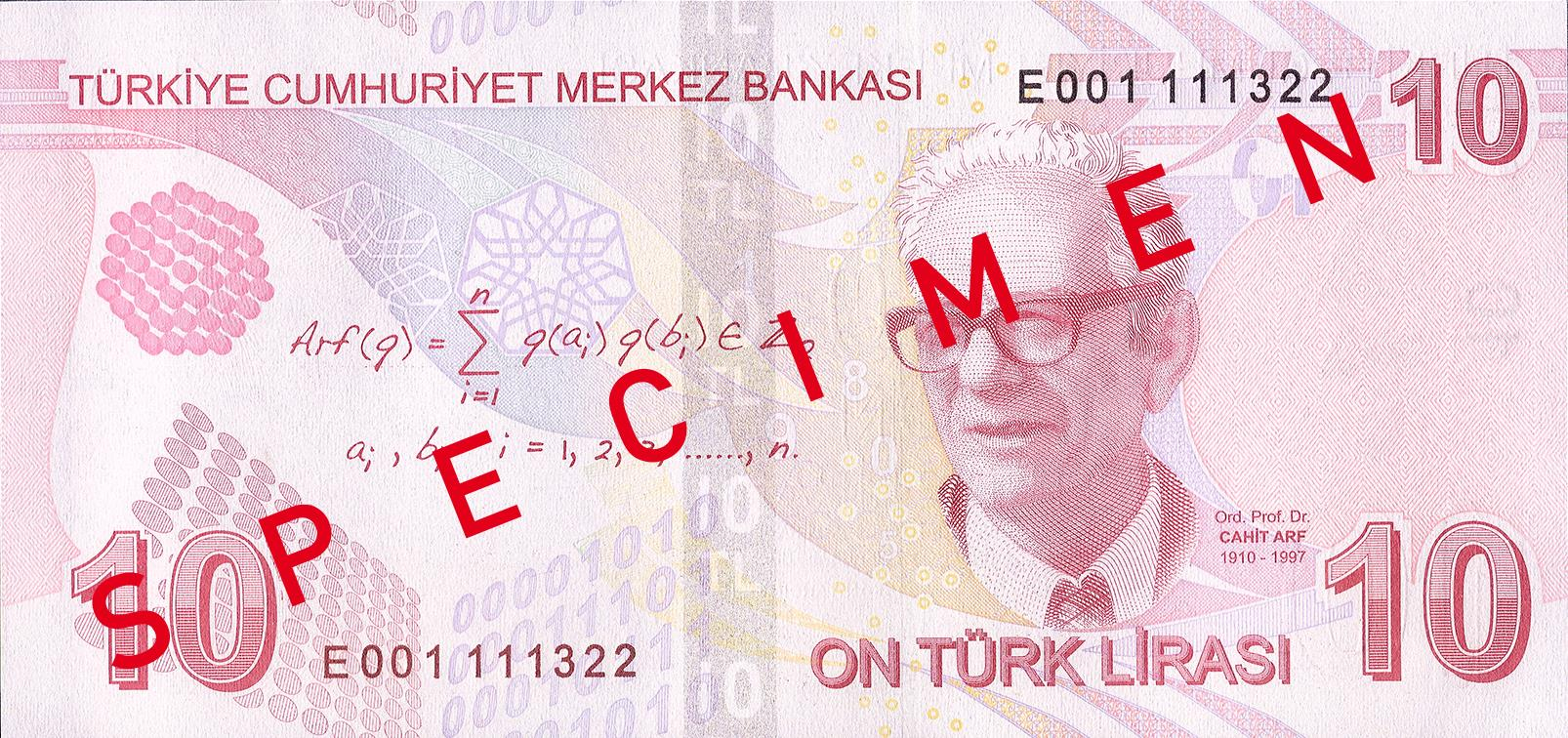
Cahit Arf auf der Rückseite des türkischen 10-Lira-Scheins

Cahit Arf ist zusammen mit einer Formel der nach ihm benannten Arf-Invariante auf der Rückseite des 2009 ausgegebenen 10-türkische-Lira-Scheins abgebildet.

## Auszeichnungen
- 1948 Inönü-Preis
- 1974 TÜBİTAK-Wissenschaftspreis
- 1994 Commandeur des Palmes Academiques

## Cahit-Arf-Vorlesungen
- 2018: Fernando Rodriguez Villegas, International Centre for Theoretical Physics
- 2016: André Neves (Imperial College London)
- 2015: Vladimir Voevodsky (Institute for Advanced Study, Princeton)
- 2013/14: Persi Diaconis (Stanford University)
- 2012: David E. Nadler (Northwestern University, University of California, Berkeley)
- 2011: Jonathan Pila (University of Oxford)
- 2010: John Morgan (Stony Brook University)
- 2009: Ben Joseph Green (Universität Cambridge)
- 2008: Günter Harder (Universität Bonn und Max-Planck-Institut für Mathematik)
- 2007: Hendrik Lenstra (Universität Leiden)
- 2006: Jean-Pierre Serre (Collège de France)
- 2005: Peter Sarnak (Princeton University und Institute for Advanced Study)
- 2004: Robert Langlands (Institute for Advanced Study)
- 2003: David Mumford (Brown University, Division of Applied Mathematics)
- 2002: Don Zagier (Universität Utrecht und Collège de France)
- 2001: Gerhard Frey (Universität Duisburg-Essen, Institute for Experimental Mathematics)